# Pyracantha stoloniformis
Pyracantha stoloniformis là loài thực vật có hoa trong họ Hoa hồng. Loài này được T.B. Chao & Zhi X. Chen miêu tả khoa học đầu tiên năm 1997.